# 塩水港庁

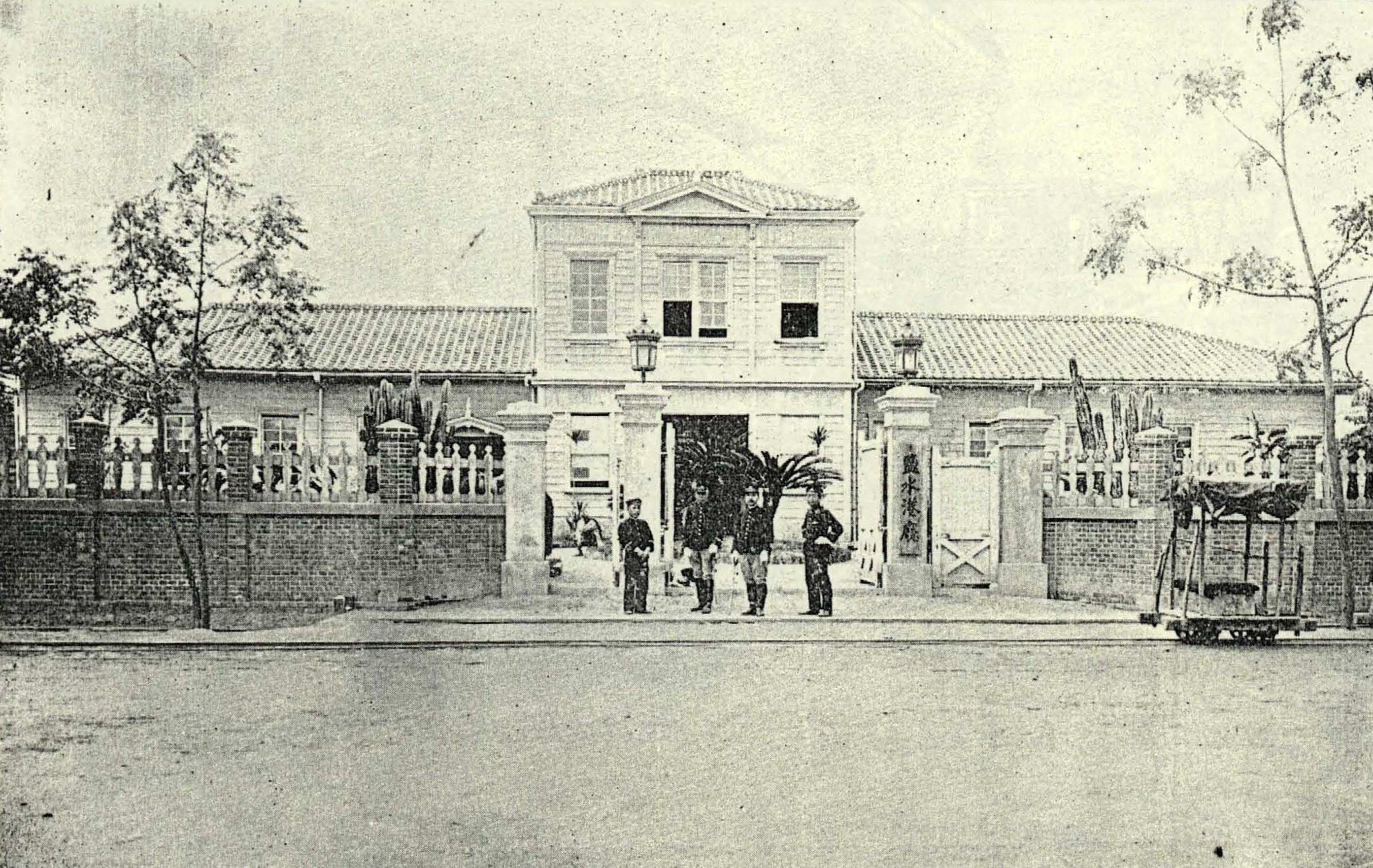
塩水港庁舎

塩水港庁（えんすいこうちょう）は、日本統治時代の台湾の地方行政区分のひとつ。

## 地理
廃止時点で布袋嘴、前大埔、店仔口、六甲、蔴荳、蕭壠、北門嶼の7つの支庁および直轄区域を管轄した。

## 歴史

### 沿革
- 1901年（明治34年）11月 - 台南県から分立し成立する。
- 1902年（明治35年）4月 - 新営庄、嘉義間で鉄道が開通する[1]。同年10月、街庄区域の改正が行われる[2]。
- 1904年（明治37年）3月 - 嘉義庁のうち大坵田西堡内田庄、考試潭庄、布袋嘴庄、前東港庄、新塭庄を編入し3街218庄となる[3]。
- 1906年（明治39年）3月 - 新営庄支庁を廃止し、直轄区域、六甲、店仔口支庁および新設の布袋嘴支庁に統合する。蔴荳支庁佳里興堡の所属を蕭壠支庁に変更[4]。
- 1909年（明治42年）10月 - 直轄区域、布袋嘴、前大埔、店仔口各支庁は嘉義庁に、六甲、蔴荳、蕭壠、北門嶼各支庁は台南庁にそれぞれ編入する。

## 行政

### 歴代庁長
- 村上先：1901年11月 - 1907年5月
- 朝倉菊三郎：1907年5月 - 1909年9月